# Sintir
Il sintir (o guimbrì o gambrì, gembrì, guembrì, gumbrì) è uno strumento a corde pizzicate della tradizione musicale dei popoli Gnawa. 
È diffuso infatti soprattutto nei paesi arabi del Nordafrica, in particolare in Maghreb ma proviene originariamente dalla Guinea in cui ne troviamo traccia nella variante del N'goni.
Lo strumento è accompagnato da un grosso tamburo, dalle Karkabet, grosse nacchere di metallo e dal canto. Viene suonato dal Maalem, dal maestro della confraternita, per guidare e accompagnare la trance dei devoti durante i riti notturni chiamati derdeba o “lila”. È perciò uno strumento che svolge funzioni di tipo terapeutico e religioso al tempo stesso.
È composto da un manico rotondo, a volte tornito appositamente, e decorato con motivi ornamentali policromi e da una cassa di risonanza a forma trapezoidale la cui tavola di risonanza è ricoperta da pelle bovina. 
Questa struttura misura dai 10 ai 15 centimetri di lunghezza circa, a volte può essere costituita da una corazza di tartaruga. 
Lo strumento è corredato di tre corde (tradizionalmente in cuoio, oggi si utilizza spesso il filo da pesca in nylon) fissate da piccole staffe di legno leggermente arrotondate che producono uno spettro sonoro di frequenze basse.